# منار عبدالوکیل خان
منار عبدالوکیل خان، بنایی تاریخی است که در دهمرنگ شهر کابل افغانستان واقع شده‌است.این بنا به جهت پاسداشت مقام عبدالوکیل خان، یکی از سران استقلال طلب افغانستان نامگذاری شده‌است. این بنا به دستور اشرف غنی رئیس جمهور افغانستان به چوک شهیدان تغییر نام داده‌شد.

## مشخصات منار
این منار به طرز شش رخ و با معماری زیبا در سه‌راه دهمزنگ شهر کابل واقع شده‌است. به پاس زحمات و قدردانی از مقام عبدالوکیل خان، این منار به نام او نامیده شده‌است. این منار را غازی امان‌الله خان در سال ۱۳۰۴ شمسی ساخته و توسط محمد نادر شاه، پادشاه افغانستان به این نام نامگذاری شد.

## عبدالوکیل خان
نایب‌سالار عبدالوکیل‌خان نورستانی در سال ۱۲۵۴شمسی در نورستان (قریه کانتیوا) افغانستان متولد شد. وی در سال ۱۲۹۱شمسی به حیث فرقه اول پیاده مرکز تعین شد. وی بعد از جنگ منگل و اغتشاش ملای لنگ در سال ۱۳۰۴ به رتبه‌ی نایب‌سالاری رسید و در سال ۱۳۰۹ برای بار دوم با یک کندک عسکر برای سرکوبی و جمع‌آوری سلاح عازم کوه‌دامن شده و در آن جا به دست سربازانش کشته شد. سپس جسدش از سرای‌خواجه به کابل انتقال و در تپه مرنجان به خاک سپرده شد.

## منار در دوره‌های تاریخی
در سال ۲۰۱۶ در حادثه بمب‌گذاری که در منطقه نزدیک به این منار رخ داد، بیش از هشتاد نفر از جوانان افغان کشته شده و همین امر سبب شد تا اشرف غنی، رئیس جمهوری افغانستان، علاوه بر اعلام یک روز عزای عمومی، نام این منار تاریخی را نیز از منار عبدالوکیل خان به منار «چوک شهیدان» تغییر داد. هر چند این تغییر نام به درخواست و پیشنهاد جنبش روشنایی افغانستان بوده، اما با واکنش‌ها مختلفی مواجه شد؛ برخی این حرکت اشرف غنی را اشتباه دانسته و معتقد هستند که رئیس جمهور باید در این مورد با وکلای ملت مشورت می‌نمود. خانواده عبدالوکیل خان و مردم شهر نورستان از جمله مخالفان این تغییر نام بودند. این منار اکنون اوضاع مناسبی نداشته و به گفته شبکه اطلاع‌رسانی افغانستان، محلی نامناسب شده‌است.